# Nuova Zelanda ai Giochi della XXIII Olimpiade
La Nuova Zelanda partecipò ai Giochi della XXIII Olimpiade, svoltisi a Los Angeles, Stati Uniti, dal 28 luglio al 12 agosto 1984, con una delegazione di 130 atleti impegnati in diciotto discipline.

## Medaglie
| Medaglia | Atleta                                                          | Sport       | Evento                        |
| -------- | --------------------------------------------------------------- | ----------- | ----------------------------- |
| Oro      | Rex Sellers Chris Timms                                         | Vela        | Tornado                       |
| Oro      | Russell Coutts                                                  | Vela        | Finn                          |
| Oro      | Mark Todd                                                       | Equitazione | Concorso completo individuale |
| Oro      | Shane O'Brien Les O'Connell Conrad Robertson Keith Trask        | Canottaggio | 4 senza maschile              |
| Oro      | Ian Ferguson                                                    | Canoa/kayak | K1 500 m maschile             |
| Oro      | Alan Thompson                                                   | Canoa/kayak | K1 1000 m maschile            |
| Oro      | Ian Ferguson Paul MacDonald                                     | Canoa/kayak | K2 500 m maschile             |
| Oro      | Grant Bramwell Ian Ferguson Paul MacDonald Alan Thompson        | Canoa/kayak | K4 1000 m maschile            |
| Argento  | Kevin Barry                                                     | Pugilato    | Pesi massimi leggeri          |
| Bronzo   | Kevin Lawton Barrie Mabbott Don Symon Ross Tong Brett Hollister | Canottaggio | 4 con maschile                |
| Bronzo   | Bruce Kendall                                                   | Vela        | Sailboard                     |

### Medagliere per discipline
| Sport       | Oro | Argento | Bronzo | Totale |
| ----------- | --- | ------- | ------ | ------ |
| Canoa/kayak | 4   | 0       | 0      | 4      |
| Vela        | 2   | 0       | 1      | 3      |
| Canottaggio | 1   | 0       | 1      | 2      |
| Equitazione | 1   | 0       | 0      | 1      |
| Pugilato    | 0   | 1       | 0      | 1      |
| Totale      | 8   | 1       | 2      | 11     |